# A Night at the Movies
A Night at the Movies è un cortometraggio del 1937 diretto da Roy Rowland.

## Trama
Una coppia sposata decide di andare al cinema. Controllando sul giornale gli annunci viene fuori che sia l'uno che l'altra ha già visto uno dei film. Una volta decisi vanno e da qui incominciano le disavventure di una coppia che ha deciso di andare al cinema.

## Premi
- Nomination Oscar al miglior cortometraggio[1]

## Location
- Metro-Goldwyn-Mayer Studios - 10202 W. Washington Blvd., Culver City, California, USA